# Casa Atellani
Casa Atellani, o anche Casa degli Atellani, è una dimora quattrocentesca appartenuta a Ludovico il Moro, duca di Milano, ultima traccia ancora esistente dell'antico Borgo delle Grazie. Storicamente inserita nel Sestiere di Porta Vercellina, oggi si trova ai numeri 66 e 67 di corso Magenta.
La dimora è appartenuta alla famiglia Castellini Baldissera fino al dicembre 2022, quando è stata acquistata dal gruppo LVMH di Bernard Arnault.

## Storia

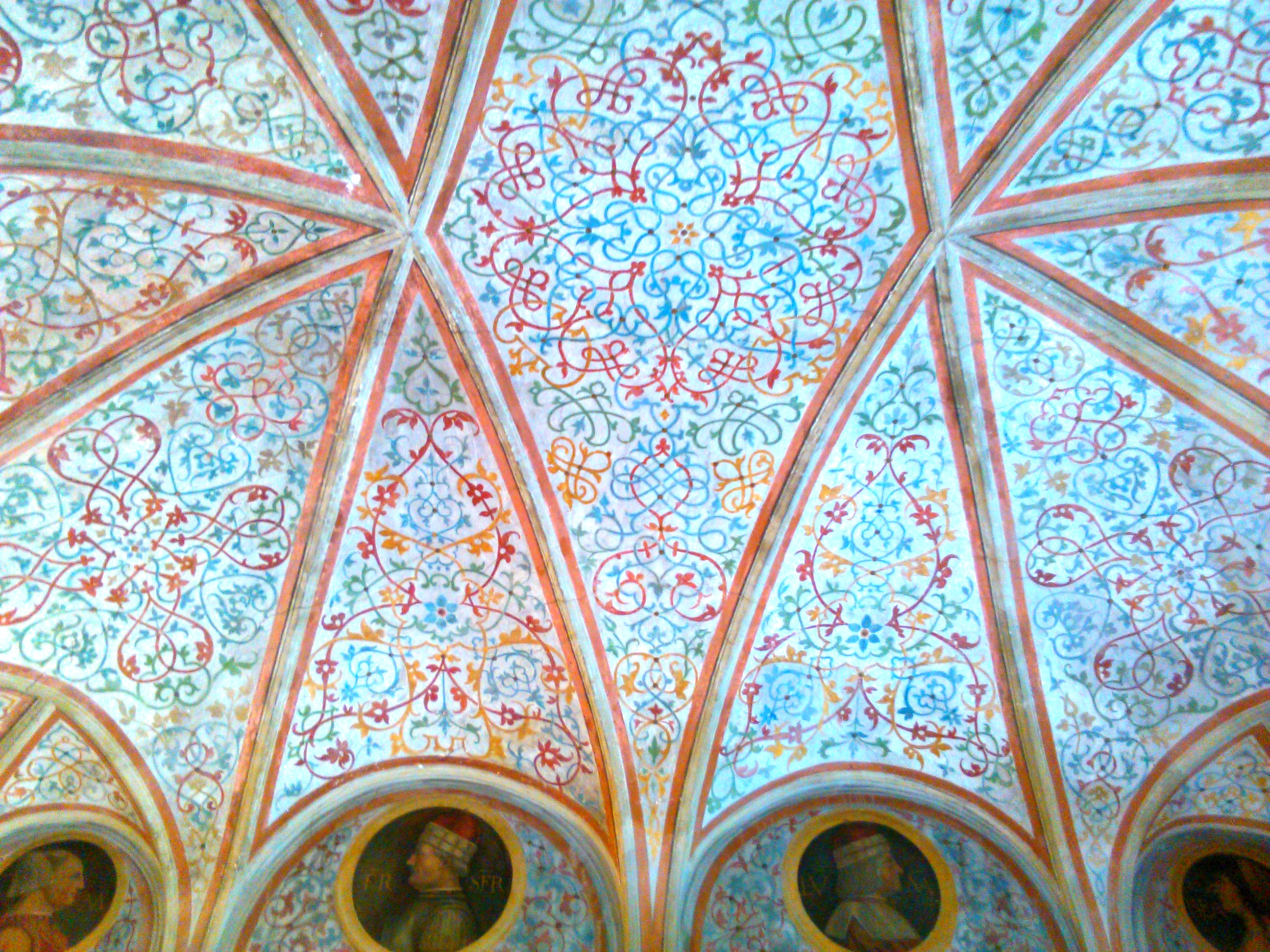
Affreschi del Luini all'interno del palazzo

La dimora risale all'epoca di Ludovico il Moro, durante la quale il signore di Milano concesse numerosi permessi di edificazione a cortigiani e collaboratori, desideroso di fare dell'asse viario dell'antico borgo di porta Vercellina un prestigioso contorno dell'appena edificata chiesa di Santa Maria delle Grazie. Il duca, dopo aver comprato la dimora nel 1490 dai Landi, conti di Piacenza, la donò alla famiglia degli Atellani, suoi cortigiani: la casa divenne celebre per le feste organizzate dai proprietari, descritte anche in molte cronache dell'epoca, che riunivano le maggiori personalità della corte sforzesca.
Dopo molti passaggi di proprietà nei secoli, giunse in mano alla famiglia Conti, che nel 1922 fece restaurare la casa dall'architetto Piero Portaluppi, che ne modificò pesantemente l'aspetto, ma che per contro riscoprì parte degli affreschi originali. La facciata fu completamente rifatta e inglobò quattro medaglioni con scolpiti i ritratti degli Sforza di Pompeo Marchesi, mentre della struttura originale sono conservate le quattordici lunette affrescate con i busti della famiglia Sforza, ritenute opera del pittore leonardesco Bernardino Luini, ora nelle sale dei musei del Castello Sforzesco e alcuni affreschi nel cortile quattrocentesco, il cui porticato presenta soffitti ad ombrello ad otto spicchi.
All'interno del giardino, restaurato da Portaluppi in stile neobarocco, è stato effettuato in collaborazione con l'Università degli studi di Milano, un reimpianto filologico della cosiddetta Vigna di Leonardo da Vinci, un vigneto donato dal Duca di Milano al Genio del Rinascimento quale compenso delle sue opere e di cui è stato identificato il ceppo di appartenenza, attraverso ricerche dei residui biologici vivi delle radici originarie rinvenute in fase di scavo manuale, quale Malvasia di Candia.

## Descrizione

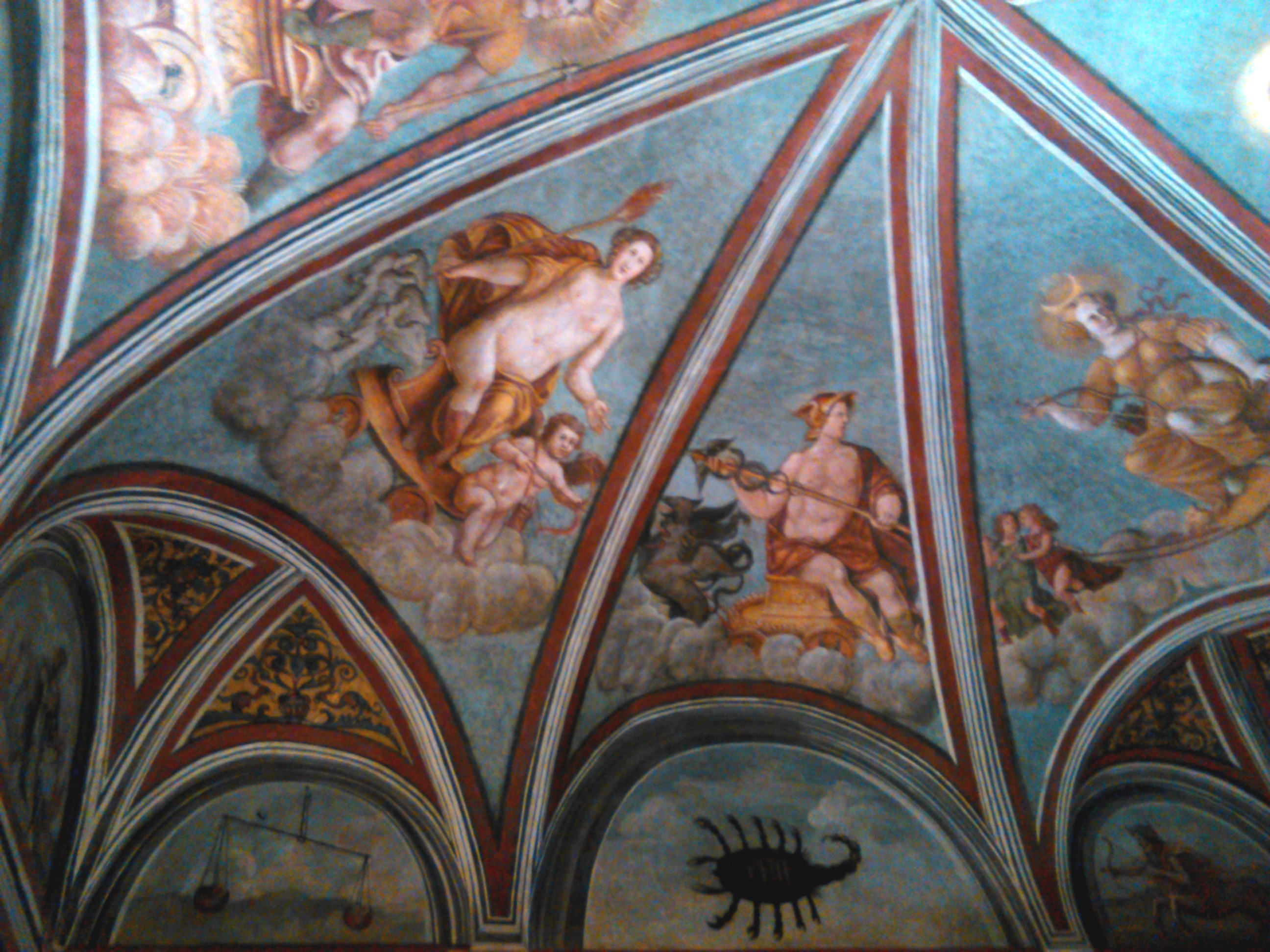
Dettaglio Sala dello Zodiaco

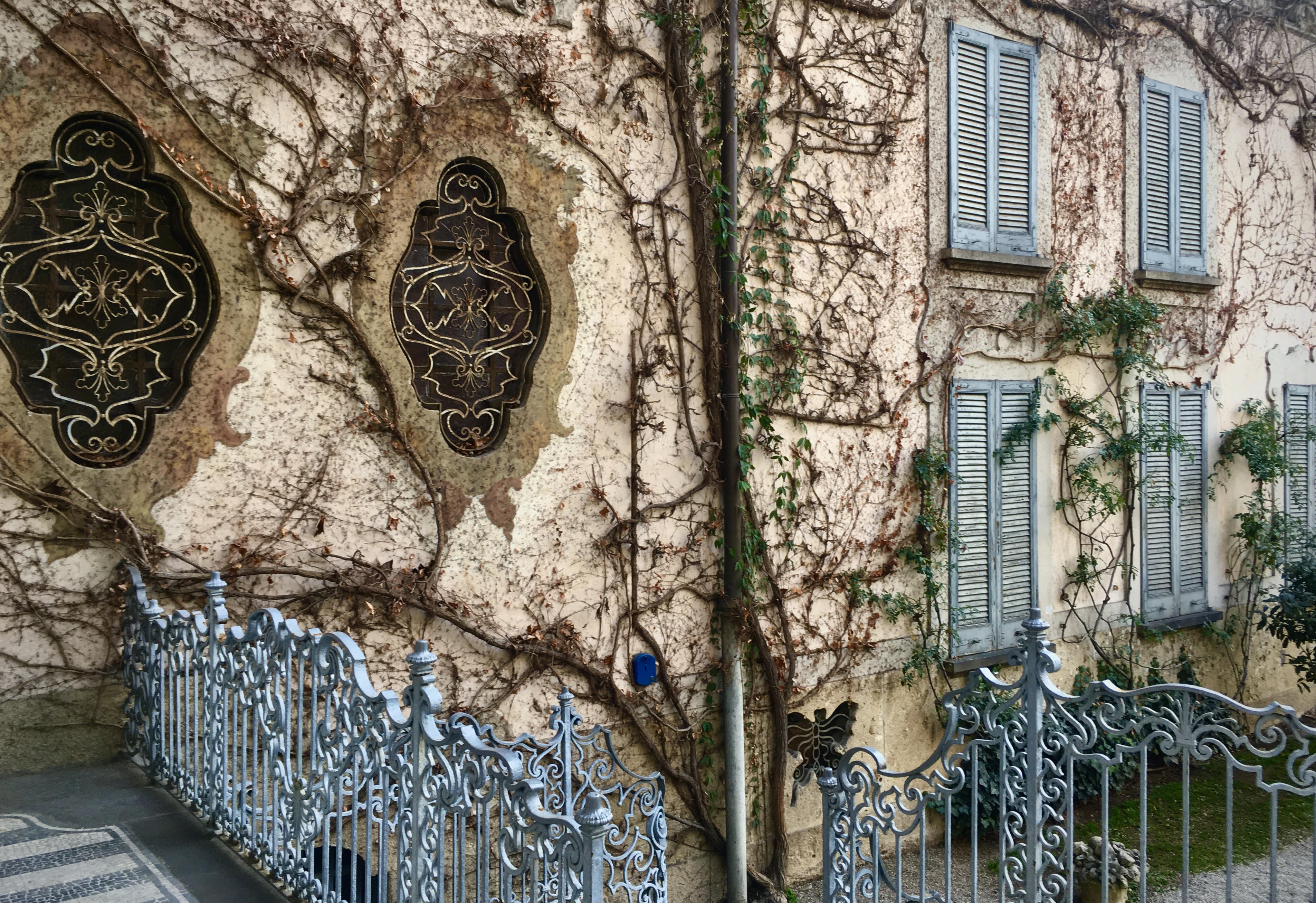
Dettaglio della ringhiera della scalinata che porta al giardino di Casa Atellani a Milano

### Sala dello Zodiaco

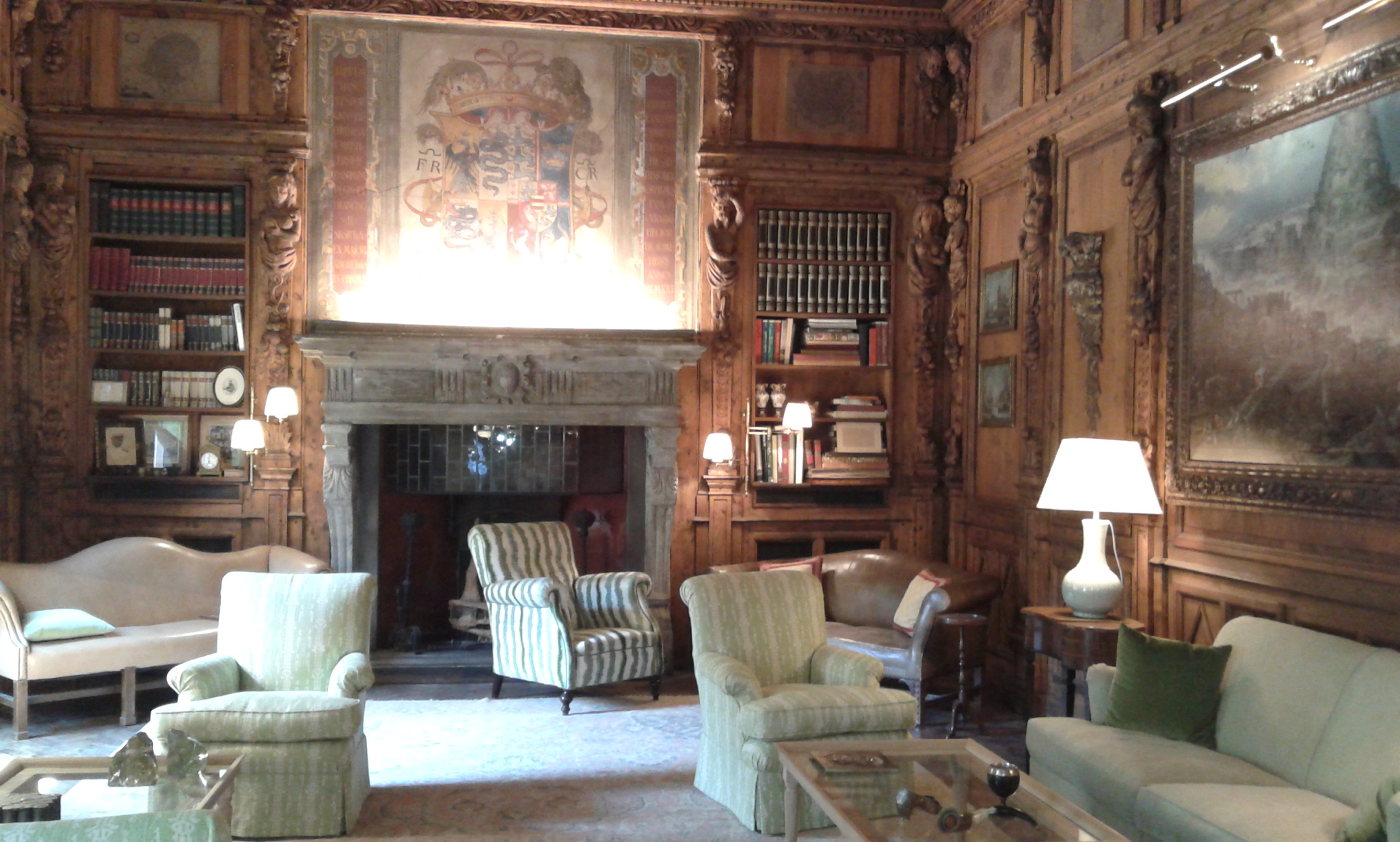
Studio di Ettore Conti

La Sala dello Zodiaco è costituita da quattordici lunette a fronte di dodici segni zodiacali, dal momento che l'architetto Portaluppi, nel 1922, ha ampliato la sala abbattendo l’obliquo muro finestrato guadagnando spazio da decorare con due ulteriori lunette, all’interno delle quali si possono distinguere delle scritte: la prima è il motto "Faire sans dire" e l'altra dalle lettere "H e J" che indicano le iniziali di Hector (Ettore Conti) e Joanna (Giannina Casati, sua moglie). La sala dello zodiaco è la testimonianza dell'abilità dell'architetto Portaluppi  nel mescolare ciò che è autentico in quanto veramente antico, e ciò che non lo è. Si può notare che la parete a ovest è molto lavorata con frequenti ritocchi, mentre le pareti a oriente, restaurate dall'architetto e da Conti nel 1922, sono autentiche.

### Studio di Ettore Conti
Dopo la Sala dello Zodiaco si procede verso lo studio di Ettore Conti, grande imprenditore dell'industria elettrica italiana che entra nella dimora a inizio Novecento. Nella sala, che si affaccia direttamente sul giardino della "vigna di Leonardo", si trova un camino circondato da pareti in legno intarsiate, dove si possono distinguere gli stemmi e le insegne risultato dell'alleanza del matrimonio tra Cristina di Danimarca e Francesco Sforza. Le figure, sulla parete che sovrasta il camino, rappresentano: le tre corone la Svezia, l'aquila e il "biscione" i Visconti e gli Sforza (ma la prima anche l'Impero), il leone d'oro la Norvegia e il drago d’oro il regno dei Vendi. Le pareti ricoperte di boiserie settecentesca contengono i volumi di una cospicua biblioteca.